# 관내분만
관내분만(棺内分娩, coffin birth)은 법의학의 용어로, 임산부의 사후사체가 부패해 체내에 가스가 쌓이면, 그 압력에 의해서 자궁으로부터 태아의 사체가 체외에 밀려 나와 마치 사녀가 죽은 아이를 낳은 것처럼 보이는 현상을 가리킨다. 사후분만이라고도 말한다.
고래, 사망한 임산부는 배를 절개해 안으로부터 태아의 사체를 꺼내고 나서 매장한다는 풍습이 세계 각지에 존재했다. 고대 로마 제국의 「제왕절개」의 기원도, 이 풍습과 관계가 있을 가능성이 있다. 고대 일본에서도, 유랴쿠 천황은, 임신을 의심되어 자살한 황녀의 배를 할애하게 했다(「일본서기」유랴크 천황 3년). 중국이나 일본의 육아유령의 괴담은, 일종의 관내분만의 이야기이다(「괴력난신」ISBN 978-4-12-003857-0p228-p231).
덧붙여 「관내분만」 「사후분만」과 비슷한 「사후출산」이라는 용어가 있지만, 이것은 개념으로서는 완전히 별개이다. 「사후출산」은, 뇌사 임산부가(제왕 절개등의 수단을 베풀어져) 산 영아를 출산하는 것, 혹은 사망한 남성이 남긴 동결 정자에 의해서 여성이 임신(사후잉태)해, 출산하는 것을 가리킨다.

## 같이 보기
- 육아유령
- 제왕절개
- 사후변화